# Behnsdorf
Behnsdorf là một đô thị ở huyện Börde thuộc bang Sachsen-Anhalt, nước Đức. Đô thị Behnsdorf có diện tích 13,86 km², dân số thời điểm ngày 31 tháng 12 năm 2006 là 657 người.